# Федічев Валентин Миколайович
Валенти́н Микола́йович Фе́дічев (17 квітня 1960, с. Плотина Станично-Луганського району Луганської області — †26 жовтня 2016, Київ) — український військовик. Полковник Збройних сил України, директор департаменту соціальної та гуманітарної політики Міністерства оборони України. Був заступником керівника штабу АТО.

## Біографія
Народився 17 квітня 1960 року в селі Плотина Станично-Луганського району на Луганщині, в родині військовослужбовця. Походить з давнього роду донських козаків.
Закінчив Свердловське вище військово-політичне танково-артилерійське училище (РРФСР), після чого був направлений до 56-ї окремої десантно-штурмової бригади, яка брала участь у війні в Афганістані.
З 1994 року служив у центральному апараті Міністерства оборони України та Генштабу ЗСУ. 2002 року закінчив стратегічний факультет Національної академії оборони України. З грудня 2006 року — головний інспектор Головної інспекції Міноборони.
Брав участь в АТО від початку бойових дій на сході України. Із червня 2014 по квітень 2015 року — заступник керівника штабу АТО. Під час боїв за Дебальцеве був одним з керівників оборони дебальцівського плацдарму, в лютому 2015 одним із останніх виходив з Дебальцевого, за 18-градусного морозу пішки подолав з іншими 60 кілометрів до українських позицій.
У квітні 2015 повернувся до роботи в Києві, на посаді директора Департаменту соціальної та гуманітарної політики Міноборони.
Його зусиллями підготовлено кілька указів голови держави, якими скасовано комуністичні найменування військових частин, і в підсумку відбулося те, свідками чого всі українці стали на параді з нагоди Дня незалежності України. 24-та бригада — імені короля Данила, 72-га — імені Чорних Запорожців.
Останнім часом займався написанням твору про сучасні Збройні сили України, — україномовний роман «В мене немає інших бажань» у співавторстві з Людмилою Шпитяк.
З дружиною виховали двох синів, Андрія і Костянтина, котрі стали бойовими офіцерами і також брали участь в українсько-російській війні.
Помер у місті Києві від серцевої хвороби вранці 26 жовтня 2016 року.
29 жовтня о 10:00 у м. Київ в Центральному будинку офіцерів відбулося прощання з полковником Федічевим.

## Сім'я
Син Андрій, командир 137-го окремого батальйону морської піхоти

## Нагороди
За особисту мужність і високий професіоналізм, виявлені у захисті державного суверенітету та територіальної цілісності України, вірність військовій присязі нагороджений
- орденом Богдана Хмельницького III ступеня (27 червня 2015).

За особисту мужність і героїзм, виявлені у захисті державного суверенітету та територіальної цілісності України, вірність військовій присязі, високий професіоналізм та з нагоди Дня Збройних Сил України нагороджений
- орденом Данила Галицького (4 грудня 2014).

За особливі заслуги у захисті державного суверенітету та територіальної цілісності України, охорону конституційних прав і свобод людини, мужність і самовідданість, виявлені під час виконання військового і службового обов'язку, та з нагоди 16-ї річниці незалежності України нагороджений
- медаллю «За військову службу Україні» (20 серпня 2007).